# Prémio RBA de Romance Policial
O Prémio (português europeu) ou Prêmio RBA de Romance Policial (português brasileiro) (em catalão:  Premi RBA de Novel·la Policíaca, em castelhano:  Premio RBA de Novela Policiaca, em inglês:  RBA Prize for Crime Writing) foi um prémio literário internacional que era atribuído anualmente entre 2007 e 2018 pelo grupo editorial e de comunicação espanhol RBA ao melhor romance inédito dos géneros gótico ou policial. O prémio era atribuído a uma obra em inglês ou espanhol, embora possa ter sido escrita originalmente em qualquer outra língua.
O prémio era concedido no valor de cento e vinte e cinco mil euros, e era atribuído geralmente no mês de setembro em Barcelona por um júri composto por cinco figuras culturais. Nas primeiras edições, o prémio era conhecido como "Prémio Internacional RBA de Romance Negro".

## Vencedores
| Edição      | Autor                                        | País           | Títulos originais e em inglês                  |
| ----------- | -------------------------------------------- | -------------- | ---------------------------------------------- |
| 2007 (I)    | Francisco González Ledesma                   | Espanha        | Una novela de barrio (A Neighborhood Novel)    |
| 2008 (II)   | Andrea Camilleri                             | Itália         | La rizzagliata (The Death of Amalia Sacerdote) |
| 2009 (III)  | Philip Kerr                                  | Escócia        | If the Dead Rise Not                           |
| 2010 (IV)   | Harlan Coben                                 | Estados Unidos | Live Wire                                      |
| 2011 (V)    | Patricia Cornwell                            | Estados Unidos | Red Mist                                       |
| 2012 (VI)   | Michael Connelly                             | Estados Unidos | The Black Box                                  |
| 2013 (VII)  | Arnaldur Indriðason                          | Islândia       | Skuggasund (The Shadow District)               |
| 2014 (VIII) | Lee Child                                    | Inglaterra     | Personal                                       |
| 2015 (IX)   | Don Winslow                                  | Estados Unidos | The Cartel                                     |
| 2016 (X)    | Ian Rankin                                   | Escócia        | Even Dogs in the Wild                          |
| 2017 (XI)   | Benjamin Black (pseudónimo de John Banville) | Irlanda        | Snow                                           |
| 2018 (XII)  | Walter Mosley                                | Estados Unidos | Down the River unto the Sea                    |